# Неочекивани нежељени догађај (медицина)
Неочекивани нежељени догађај је нежељени догађај или неочекивани и нежељени инцидент који је у директној вези са лечењем или услугама које су пружене пацијенту. Сваки догађај који се десио током процеса пружања здравствене заштите и који је резултирао нежељеним исходом — повредом, компликацијама или смртним исходом пацијента, запосленог или  посетиоца, или се десио у просторијама здравствене установе, сматра се нежељеном појавом у медицини и означава се као — нечекивани нежељени догађај у здравству.

## Епидемиологија
Настајање нежељених догађаја који ствара проблем у безбедности пацијента, јавља се код 7 -8% пацијената у односу на укупан број пацијенат примељених на болничко лечење. У великом броју случајева ови догађаји немају последицу повреду или оштећење здравља пацијента (65% нежељених догађаја). Сматра се да око 5% нежељених догађаја изазива сталну инвалидност, 1 – 2% је повезано са смрћу пацијента. 
Истраживања показују да се око 40% нежељених догађаја може спречити. 

## Етиологија
Главни узроци који доводе до неочекиваног нежељеног догађаја могу се сврстати у две групе:
Приступ појединца
Догађај услед лошег приступа појединца настаје као последица — немара, несмотрености, лоше мотривације и занемаривања. 
Приступ система
У основи узрока неочекиваног нежељеног догађаја налази се лошем систему здравствене заштите или организацији рада у здравственој установи.

### Нежељени догађаји изазвани лековима
У погледу лекова, нежељени догађаји могу бити дефинисани као: 
Било која неповољна медицинска појава код пацијента или субјекта клиничког испитивања је примила фармацеутски производ и који не мора нужно имати узрочну везу са овим третманом. 
У клиничким испитивањима се прави разлика између нежељеног догађаја и озбиљног нежељеног догађаја. Генерално, сваки догађај који узрокује смрт, трајно оштећење, урођене мане или захтијева хоспитализацију сматра се озбиљним нежељеним догађајем. Резултати испитивања често су укључени у означавање лека како би се осигурале информације за пацијенте и лекара који прописују лекове.
Термин „опасан по живот” у контексту озбиљног нежељеног догађаја односи се на догађај у којем је пацијент био изложен ризику од смрти у време догађаја; и не односи се на догађај који је хипотетички могао проузроковати смрт ако је био тежи.

## Врсте нечекиваних нежељених догађаја
Уопштено речено, сваки догађај који узрокује смрт, трајно оштећење, урођене мане или захтева хоспитализацију сматра се озбиљним неочекиваним догађајем. Термин „опасан по живот” у контексту озбиљног нежељеног догађаја сматра се догађај у којем је пацијент био изложен ризику од смрти у време догађаја; и не односи се на догађај који је хипотетички могао проузроковати смрт ико је он био озбиљан и неочекиван.
У клиничким испитивањима се прави разлика између нежељеног догађаја и озбиљног нежељеног догађаја.

### Озбиљни неочекивани догађаји
У озбиљне неочекиване нежељене догађаје, који подлежу обавезном пријављивању спадају:
- Хируршка процедура изведена на погрешном пацијенту
- Хируршки захват изведен на погрешном диелу тела
- Инструмент или предмет остављен на месту хируршке процедуре који захтева додатну процедуру или додатни поступак
- Трансфузијска реакција због АБО некомпатибилности
- Смрт, кома или озбиљно оштећење здравља због погрешне фармакотерапије
- Смрт мајке или тешка болест повезана са порођајем

- Отмица новорођенчета
- Отпуст новорођенчета у погрешну породицу
- Смрт или трајна онеспособљеност (инвалидитет) здравог новорођенчета са порођајном тежином већом од 2.500 грама, која није повезана са урођеним болестима
- Тешка неонатална жутица (билирубин 513 μmol/L)
- Самоубиство или покушај самоубиства у здравственој установи у року од 72 сата од отпуштања
- Радиотерапија погрешног региона тела
- Радиотерапија са дозом већом од 25% изнад планиране дозе

## Остали нежељени догађаји
У остале нежељене догађаје, у којима је пацијент био изложен ризику од смрти у време догађаја,  спадају: 
- Стопа стандардизоване болничке смртности,
- Послиеоперацијска инфекција ране,
- Недостатна хигијена руку,
- Послиеоперацијска плућна емболија или дубока венска тромбоза,
- Послиеоперацијско крварење или хематом,
- Нежељена нуспојаве лиекова,
- Опстетричка траума — вагинални пород без инструмената,
- Порођајна траума – озледа новорођенчета,
- Послеоперацијски пријелом кука,
- Пад у болничкој здравственој установи,
- Декубитални улкус,
- Нуспојаве антипсихотичног лечења.

Ови догађаји су битан показатељ безбедности пацијента у некој здравстевној установи.

## Процес управљања нечекиваним нежељеним догађајима
Процес управљања нежељеним догађајима подразумева: идентификовање нежељених догађаја, анализу нежељених догађаја, превенцију нежељених догађаја, документовање, праћење и извештавање о нежељеним догађајима

### Идентификовање нежељених догађаја
Полазна основа у процесу управљања нежељеним догађајима је упознавње запослених у здраавственој установи са дефиницијом нежељеног догађаја, као и оспособљавање запослених да нежељене догађаје правовремено уоче, забележе, анализирају и спрече. 
Упознавње запослених са дефиницијом нежељеног догађаје се обавља преко састанака у Службама, као и са листа нежељених догађаја које здравствени радници треба да пријављују, као и усвојена процедура за пријављивање нежељеног догађаја.

### Анализа нежељеног догађаја
Након пријаве препознатог нежељеног догађаја у служби, један примерак обрасца за пријављивање нежељеног догађаја се доставља Стручном савету, који на својим састанцима анализира нежељене догађаје и предлаже мере за њихову превенцију, те о томе обавештаве Службе и Комисију за унапређење квалитета рада.

### Превенција нежељених догађај
Након анализе пријављених нежељених догађаја доносе се закључци о могућностима превенције истог или сличног нежељеног догађаја и о томе се информишу службе. 

### Документовање, праћење и извештавање о нежељеним догађајима
Овај део активности треба да дефинише процедуру о пријављивању нежељених догађаја, листу нежељених догађаја који се пријављује као и дефиниције нежељених догађаја које се примењују у конкретној установи. 
Пријављивање нежељених догађаја не треба избегавати јер нема за циљ кажњавање, већ превенцију и избегавање поновног јављања нежељеног догађаја.

## Контроверзе
Понекад се ефекти неочекиваних нежељени догађаја сматрају контроверзним и изазивају жестоке расправе у друштву и тужбе против произвођача лекова. Један пример је недавна контроверза око тога да ли је аутизам повезан са ММР вакцином (или са тиомерсалом, конзервансом на бази живе који се користи у неким вакцинама). Иако није пронађена никаква веза у неколико великих студија, и упркос елиминацији тимеросала из вакцина пре једне деценије, стопа аутизма се није смањила и поред претпоставке да је она узрочник.
Други случај је могући нежељени ефекат импланте од силикона, што је довело до неколико стотина хиљада парнице против произвођача имплантата на бази гела због извештаја о оштећењу имуног система која још нису коначно доказана.
Због изузетно високог утицаја широко коришћених лекова на јавно здравље, као што су хормонска контрацепција и хормонска терапија, која може утицати на милионе корисника, укључујући маргиналне вероватноће нежељених ефеката озбиљне природе, као што је рак дојке, довели су до јавних протеста и промена у медицинској терапији, иако су његове користи далеко веће од статистичких ризика.